# Christian von Krockow
Christian comte von Krockow (né le 26 mai 1927 à Rumbske (province de Poméranie) et mort le 17 mars 2002 à Hambourg) est un politologue, historien et écrivain allemand.

## Biographie
Krockow est issu de la famille noble de Poméranie von Krockow (de). Il étudie à l'École balte de Misdroy (de) et l'Athenaeum de Stade (de). En 1945, après avoir été enrôlé dans la Wehrmacht à l'âge de dix-sept ans et interné au Danemark, il se retrouve dans le nord-ouest de l'Allemagne.
De 1947 à 1954, Krockow étudie la sociologie, la philosophie et le droit constitutionnel aux universités de Göttingen et de Durham. En 1955, il obtient son doctorat à l'Université de Göttingen avec sa thèse Der Decisionismus bei Ernst Jünger, Carl Schmitt et Martin Heidegger, seine soziale Funktion und seine sozialtheoretische Bedeutung.
De 1961 à 1965, Krockow est professeur de sciences politiques à l'École supérieure de pédagogie de Göttingen, puis à l'Université de la Sarre et de 1968 à 1969 à l'Université de Francfort-sur-le-Main. En 1981, Peter Lösche (de) le recrute à la Faculté des sciences sociales de l'Université de Göttingen en tant que professeur honoraire de sciences politiques. En tant qu'émérite, il vit à Hambourg en tant que scientifique indépendant et écrivain à succès. Ses biographies de Frédéric II, Guillaume II et du combattant de la résistance Claus von Stauffenberg attirent beaucoup d'attention. De 1970 à 1973, il est membre du comité fondateur de l'Université d'Oldenbourg, où il est impliqué.
Entre 1971 et 1980, Krockow est l'auteur de trois livres et de divers essais sur le sport et la société. En 1994, il reçoit le prix prix Dr.-Leopold-Lucas (de) et le prix de littérature Friedrich-Schiedel (de). Pour ses services à « l'interprétation et la réflexion du présent socio-politique », il reçoit un doctorat honorifique Rerum Politicarum de l'Université Carl von Ossietzky d'Oldenbourg en 1995.
Le politologue Karl Dietrich Bracher écrit à propos du livre de Krockow Hitler et ses Allemands (Munich 2001) : « La lecture de ce livre remarquable est recommandée à tous ceux qui recherchent une présentation et une explication du sujet toujours brûlant d'Hitler dans l'état actuel de recherches historiques contemporaines ».

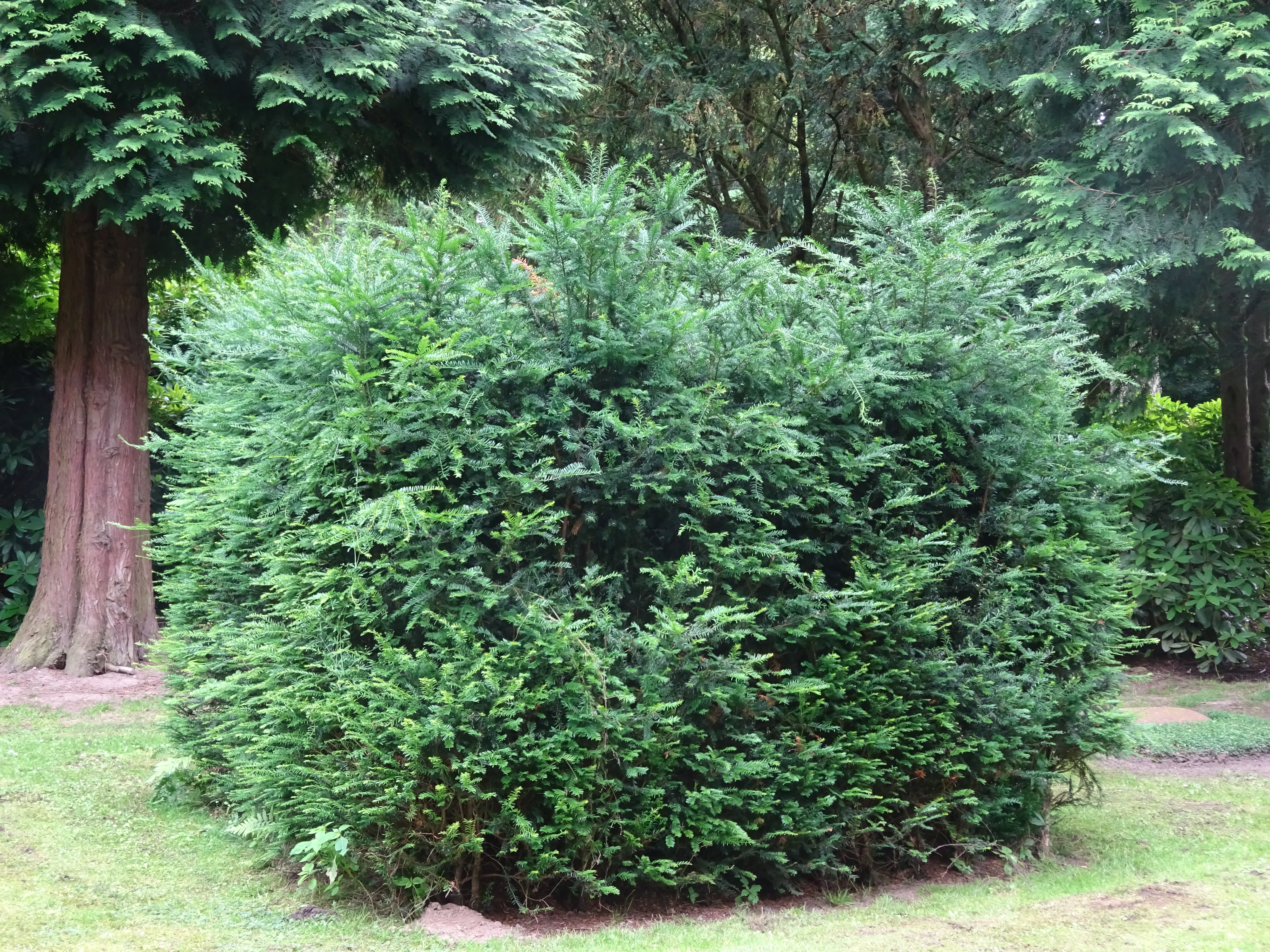
Tombe de Christian von Krockow au cimetière de Hambourg-Ohlsdorf

Christian Graf von Krockow est enterré au cimetière de Hambourg-Ohlsdorf (R6 4-6).

## Œuvres (sélection)
- Die Entscheidung. Eine Untersuchung über Ernst Jünger, Carl Schmitt, Martin Heidegger. Stuttgart 1958 (Zugleich: Göttingen, Universität, Dissertation).
- Nationalismus als deutsches Problem. Piper, München 1970  (ISBN 3-492-01855-6).
- Reform als politisches Prinzip. Piper, München 1976  (ISBN 3-492-00436-9).
- Die Reise nach Pommern. Deutsche Verlags-Anstalt, Stuttgart 1985  (ISBN 3-421-06251-X).
- Friedrich der Große. Lebensbilder. Lübbe Verlag, Bergisch Gladbach 1986  (ISBN 3-7857-0414-3).
- Die Stunde der Frauen. Deutsche Verlags-Anstalt, Stuttgart 1988  (ISBN 3-421-06396-6).
- Preußen. Eine Bilanz. Deutsche Verlagsanstalt, Stuttgart 1992  (ISBN 3-421-06549-7).
- Die Deutschen vor ihrer Zukunft. Rowohlt, Berlin 1993  (ISBN 3-87134-081-2).
- Die preußischen Brüder. Prinz Heinrich und Friedrich der Große. Ein Doppelportrait. Deutsche Verlagsanstalt, Stuttgart 1996  (ISBN 3-421-05026-0).
- Kaiser Wilhelm II. und seine Zeit. Biographie einer Epoche. Siedler, Berlin 1999  (ISBN 3-88680-666-9).
- Erinnerungen. Zu Gast in drei Welten. Deutsche Verlagsanstalt, Stuttgart 2000  (ISBN 3-421-05335-9).
- Hitler und seine Deutschen. List, München 2001  (ISBN 3-471-79415-8).
- Eine Frage der Ehre. Stauffenberg und das Hitler-Attentat vom 20. Juli 1944. Rowohlt, Berlin 2002  (ISBN 3-87134-441-9).
- Die Zukunft der Geschichte. Ein Vermächtnis. List, München 2002  (ISBN 3-548-60381-5).